# José Ilson dos Santos
José Ilson dos Santos (født 28. november 1975) er en tidligere brasiliansk fodboldspiller.